# Blue Thunder (monster truck)

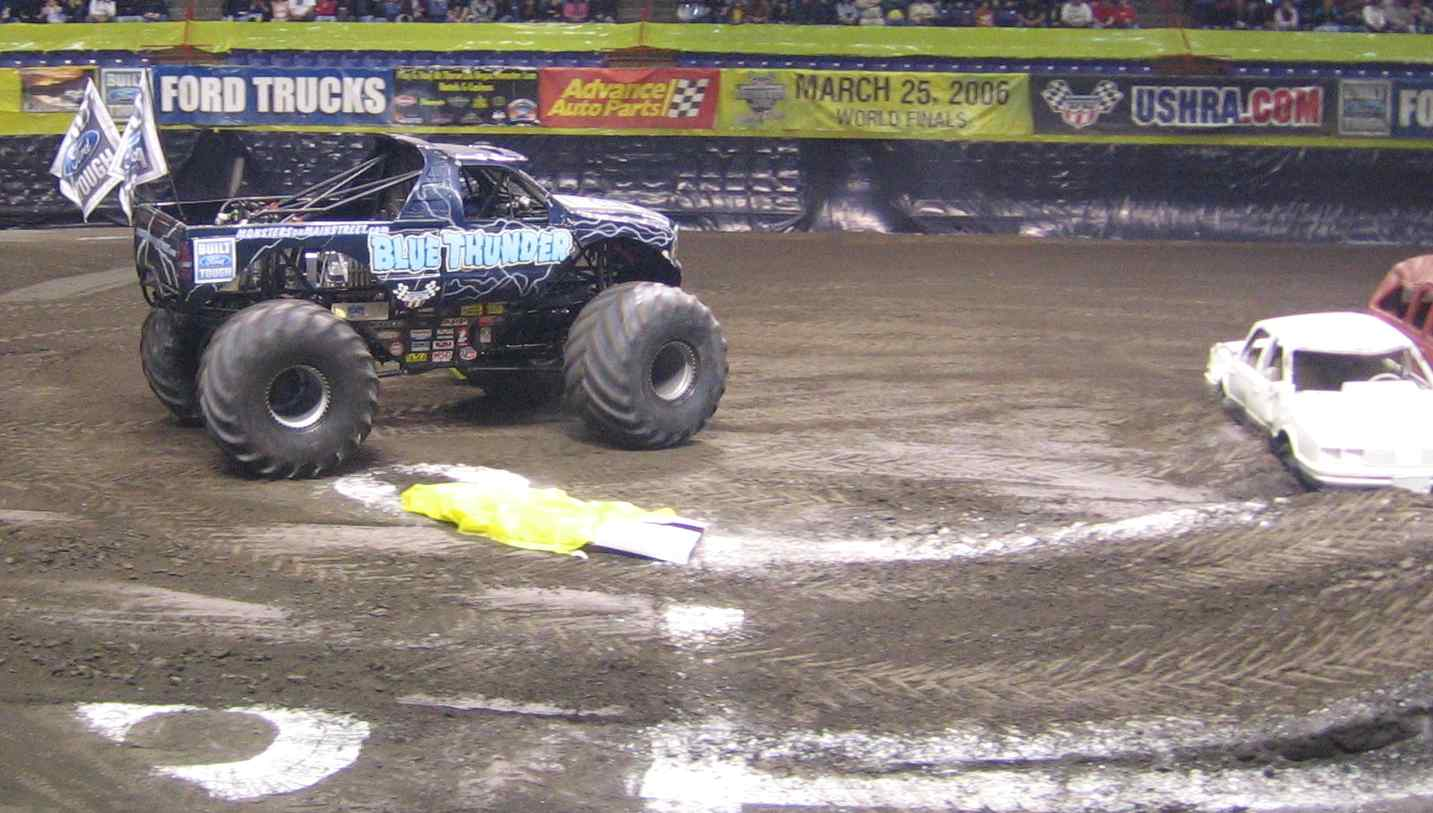
Bluethunder.

Blue Thunder (o Bluethunder, "tuono blu") è un Monster truck creato nel 2000 da una collaborazione tra la Ford e la Live Nation che compete nella serie USHRA Monster Jam.
Nelle intenzioni della Ford vi era l'uso del Monster per pubblicizzare i propri pick-up di serie F. Per questo motivo, il veicolo cambia carrozzeria ogni anno, per uniformarsi al modello di serie F in produzione.
Come propulsore, Blue Thunder impiega un propulsore 540 ci Merlin Blown & Injected abbinato ad una trasmissione automatica a due velocità Dedenbear. L'impiego del Merlin ha suscitato numerose polemiche vista la derivazione Chevrolet del motore.
Come ruote sono impiegate ruote Goodyear Terra Tires da 66".
Dal suo debutto il 6 gennaio 2001 all'autodromo di Houston, la vettura ha vinto numerosi premi, sanza mai però conquistare una finale mondiale. Alla conquista di questi risultati hanno contribuito i piloti Lyle Hancock, Norm Miller, Bobby Zoellner, George Balhan, Tony Farrell, Linsey Weenk, Frank Krmel, Lee O'Donnell e Todd Leduc (pilota attuale).